# راجر مک‌گی
راجر مک‌گی (انگلیسی: Roger McGee؛ ‏ ۹ دسامبر ۱۹۲۶ – ۲۷ اکتبر ۲۰۱۳) بازیگر اهل ایالات متحده آمریکا بود.
از فیلم‌هایی که وی در آن‌ها نقش داشته‌است، می‌توان به هیچ‌چیز بجز دردسر و سیاره ممنوعه اشاره نمود.